# Quercus mellichampii
Quercus mellichampii är en bokväxtart som beskrevs av William Trelease. Quercus mellichampii ingår i släktet ekar, och familjen bokväxter. Inga underarter finns listade.